# Mark Hertling

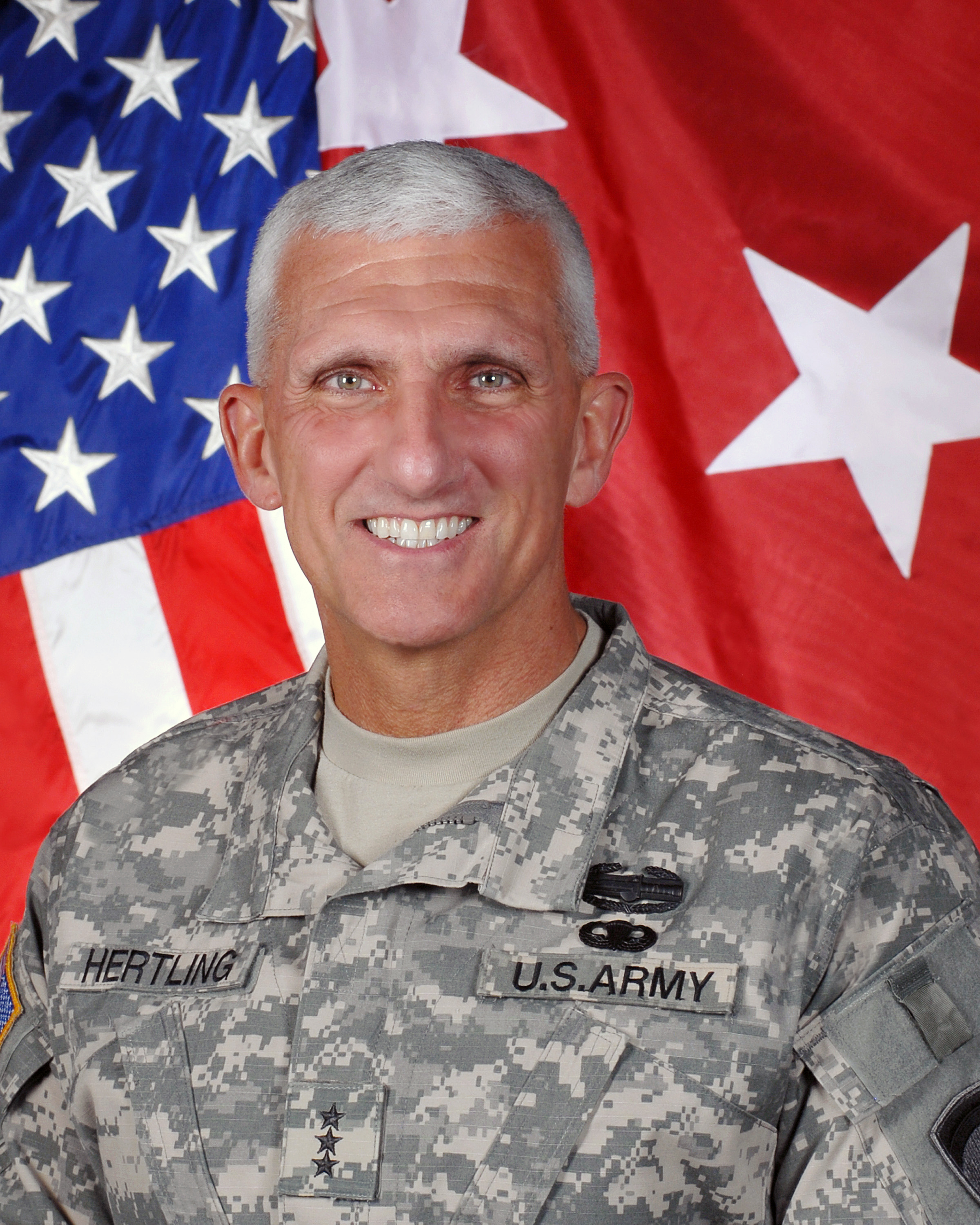
Mark Hertling, 2011

Mark Phillip Hertling (* 29. September 1953 in St. Louis) ist ein US-amerikanischer Generalleutnant a. D.

## Leben
Im Dienst seit 1975, erreichte Hertling den Generalsrang im Jahr 2003. Er kommandierte die in Deutschland stationierte 1st Armored Division, war danach von 2007 bis 2009 Kommandeur der 28.000 Mann starken Task Force im Nordirak, war von 2009 bis 2011 stellvertretender General für die Grundausbildung der Armee, verantwortlich für das Training an 27 Standorten, und schließlich vom 25. März 2011 bis 4. November 2012 Kommandeur der United States Army Europe bzw. der Siebten Armee. Er begleitete die Verlegung vieler Einheiten nach Wiesbaden.
Er verließ die Armee im Dezember 2012. Als Kommandierender General der United States Army Europe folgte ihm Donald M. Campbell nach.
Hertling trat in das Management der Florida Hospital-Krankenhausgruppe ein. Präsident Obama berief ihn im August 2013 in seinen Rat für Fitness, Sport und Ernährung.
Seit September 2021 ist Hertling Vorsitzender der American Battle Monuments Commission.
Hertling ist verheiratet und hat zwei Söhne und fünf Enkel. Er lebt im Flagler County in Florida.

## Auszeichnungen (Auswahl)
- Ehrenkreuz der Bundeswehr in Gold
- Abzeichen für besondere Leistungen im Truppendienst
- Legion of Merit
- Purple Heart (dreimaliges Eichenlaub)